# Mebon orientale
Il Mebon orientale (in lingua khmer:ប្រាសាទមេបុណ្យខាងកើត) è un tempio del X secolo situato ad Angkor, in Cambogia.

## Storia
Il tempio fu costruito nel 953 dal ministro-architetto Kavindrarimathana per il re Rajendravarman, che riportò la capitale da Koh Ker all'attuale sito di Angkor nel 944 d.C., su un isolotto artificiale preesistente del Baray orientale, costruito un secolo prima da Yasovarman I. Il suo recupero fu intrapreso tra il 1937 e il 1939 dall'allora sovrintendente di Angkor, Maurice Glaize.

## Descrizione del sito

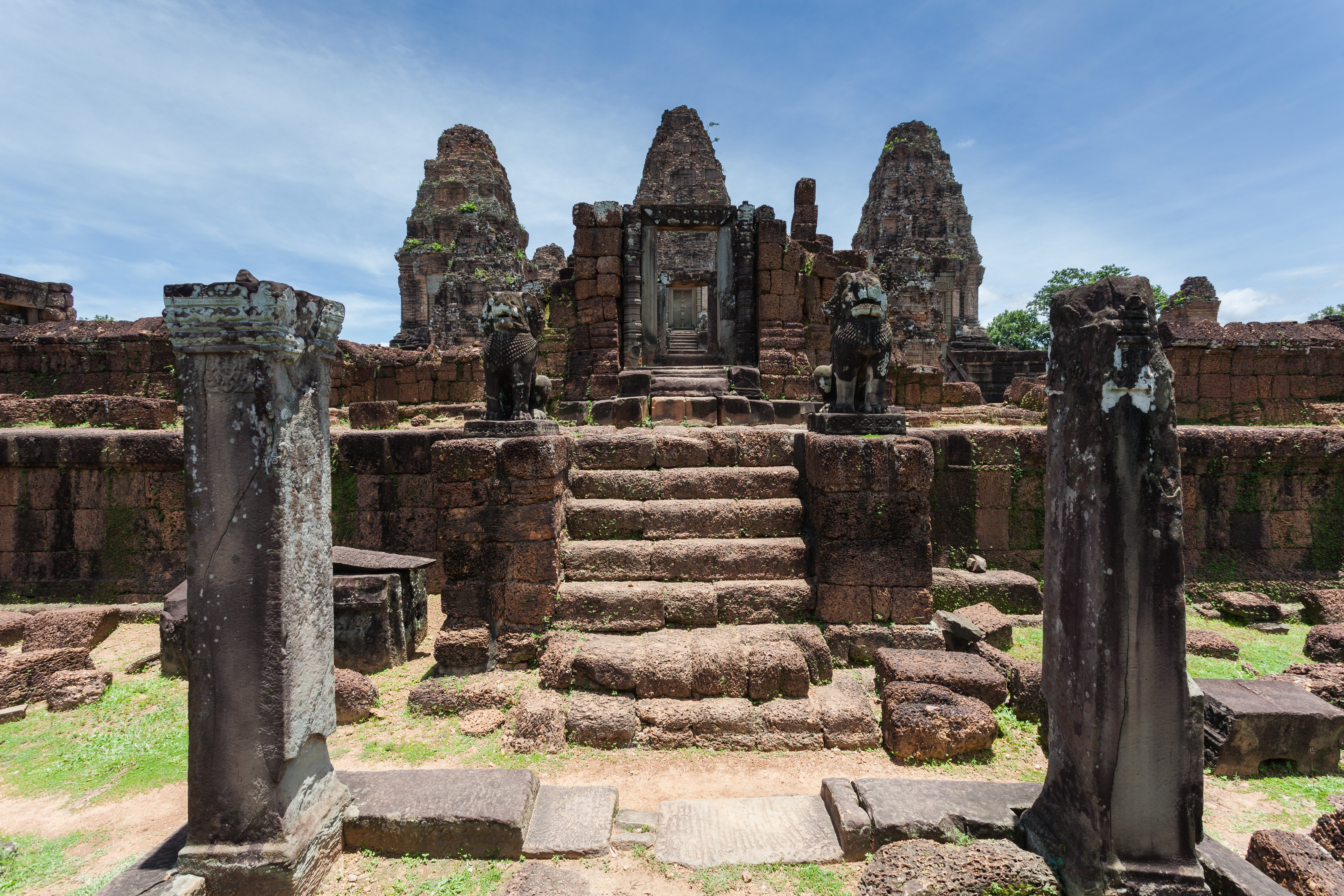
Il gruppo delle torri centrali a quinconce del Mebon orientale.

Il tempio è allineato lungo l'asse nord-sud con il Pre Rup e lungo quello est-ovest con la Porta della Vittoria e il Palazzo Reale di Angkor Thom. A seguito del prosciugamento del baray, è sopraelevato di circa 4,5 metri rispetto al terreno circostante. La sua base in laterite misura 126 m per 121 m e presenta quattro approdi sporgenti in corrispondenza dei punti cardinali. Il tempio era infatti raggiungibile solo tramite imbarcazioni ed oggi possiamo solo immaginare il colpo d'occhio che offriva sull'immenso lago artificiale.
Il Mebon orientale è un tempio Shivaita ed il linga associato alla divinità reale, Rajendraśvara, fu dedicato secondo le iscrizioni il 28 gennaio 953. Presenta diversi elementi caratteristici dei templi-montagna, ma il quinconce delle torri sommitali è sostenuto da un semplice basamento alto 3 metri anziché da una piramide a strati e l'elevazione complessiva della struttura è modesta. In questo tempio vennero usati tutti i materiale caratteristici dell'architettura khmer: mattoni (le torri), laterite (i basamenti e gli edifici secondari), arenaria (per le statue, gli ingressi e come rivestimento del basamento centrale) e stucchi (come rivestimento delle torri, oramai perduti). I mattoni delle torri, che misurano 22 cm x 13 cm x 5,5 cm, sono più piccoli dei corrispondenti del Pre Rup. Di particolare interesse è la statuaria, molto fine.
Le otto torri santuario in mattoni, che circondano le torri centrali in corrispondenza dei quattro ingressi, secondo le iscrizioni ospitavano otto linga e diversi idoli in pietra, raffiguranti Shiva, Parvati, Visnù e Brahmā secondo le fattezze dei genitori del re, perciò il Mebon orientale appartiene alla serie di templi consacrati alla memoria degli antenati deificati, come ad esempio il Lolei a Roluos. Una bellissima statua di una divinità femminile ritrovata durante i lavori di restauro originali potrebbe essere la Parvati citata nelle iscrizioni. Le otto torri presentano architravi con decorazioni a ghirlanda e colonnette ottagonali.

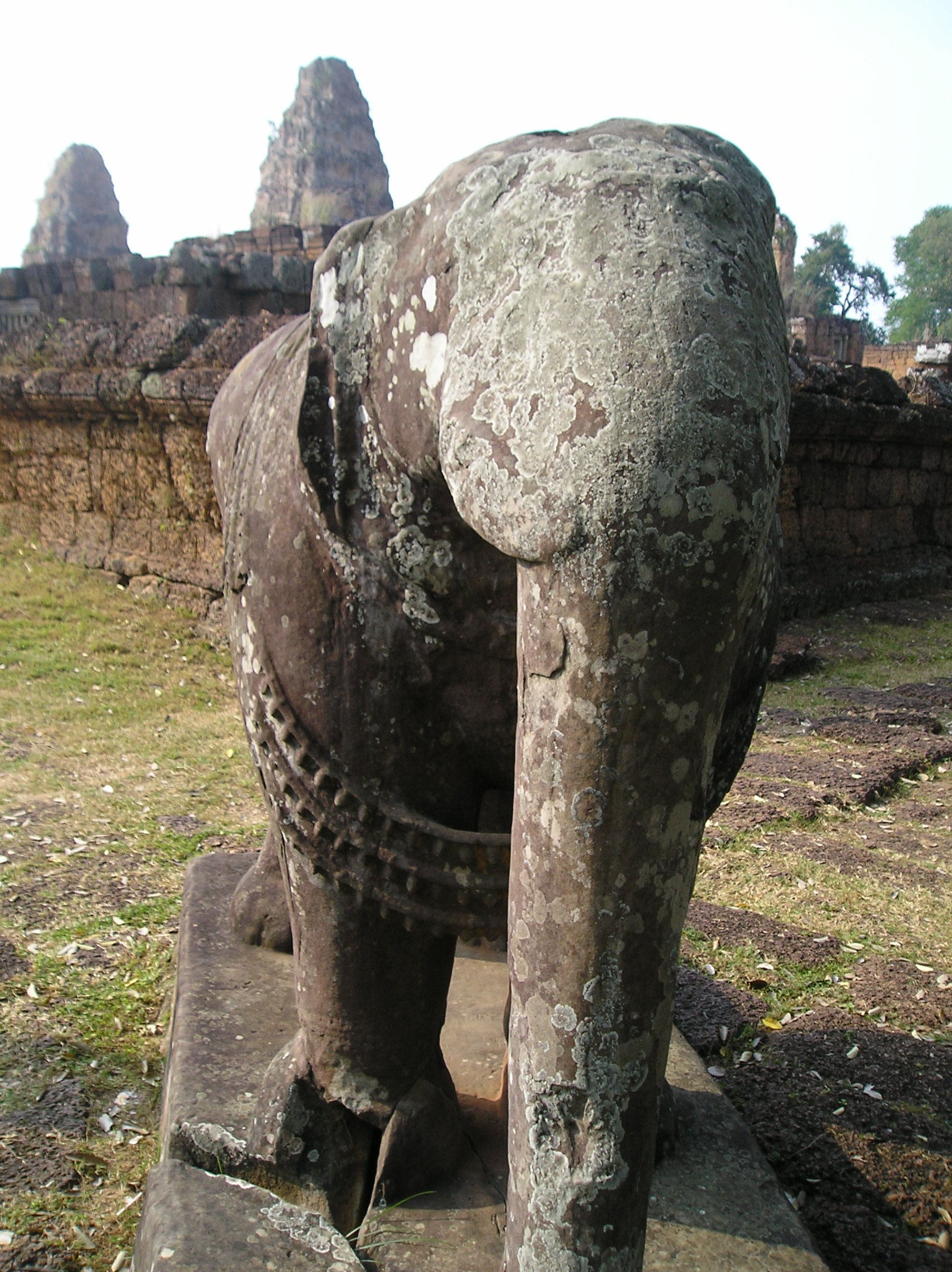
Scultura di elefante del Mebon orientale

Il recinto esterno, costituito da un basso muro, misura 108 m per 104 m e in corrispondenza dei quattro gopura presenta una caratteristica rientranza. Sul lato interno del recinto correvano con soluzione di continuità delle gallerie con finestre balaustrate, come nel Pre Rup, di cui rimane ben poco. Agli angoli di entrambi i recinti vi sono quattro statue di elefante alte due metri (otto in tutto). La meglio conservata si trova all'angolo sudest del recinto interno. L'elefante viene inoltre spesso rappresentato negli architravi.
Il recinto interno consta di un basamento in laterite sopraelevato di 2,4 m circondato da un muro alto solo 2 m, anch'esso rientrante in corrispondenza di tre ingressi su quattro (non su quello ovest, che gode di qualche metro di spazio dal margine della piattaforma).
Oltre alle otto torri santuario sopracitate, nel recinto interno vi sono i resti di cinque edifici classificati come "librerie" (sebbene non abbiano finestre) in laterite.

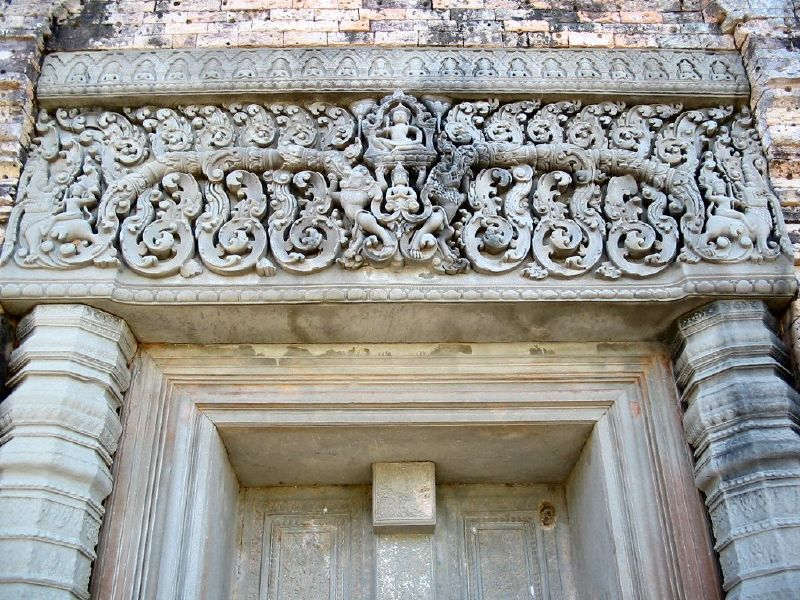
Particolare di un architrave del Mebon orientale (raffigurante Brahma?!)

Del quinconce centrale, come di regola la torre centrale è posta su un'ulteriore sopraelevazione di circa 1,9 metri. Le scalinate sono abbellite da leoni guardiani. Le torri presentano la caratteristica sovrastruttura a strati (quattro) di dimensioni via via minori, per ottenere un effetto prospettico. Figure guardiane sono incise nei mattoni ai lati delle porte (che si aprono unicamente ad est); probabilmente erano maggiormente dettagliate negli stucchi di ricopertura, di cui rimangono oggi solo i fori di fissaggio. Le torri presentano architravi e porte cieche molto eleganti, nello stile di transizione del Pre Rup. L'architrave est della torre centrale presenta Indra, che monta classicamente l'elefante tricipite Airavata, attorniato da cavalieri che sbucano dalle ghirlande. L'architrave ovest Varuṇa, il guardiano di quel punto cardinale, che monta un hamsa (una grossa oca), cavalcatura associata di solito a Sarasvati. L'architrave sud mostra Yama a cavallo di un manzo. Sulle torri secondarie del quinconce si trovano rappresentazioni di altre divinità, come Ganesha, e creature mostruose.